# Harold Knight
Pour les articles homonymes, voir Knight.
Harold Knight, né le 27 janvier 1874 à Nottingham et mort le 3 octobre 1961 à Colwall, est un peintre britannique.

## Biographie
Harold Knight naît le 27 janvier 1874 à Nottingham, il est le fils de l'architecte William Knight. Il meurt le 3 octobre 1961 à Colwall.

Quelques œuvres
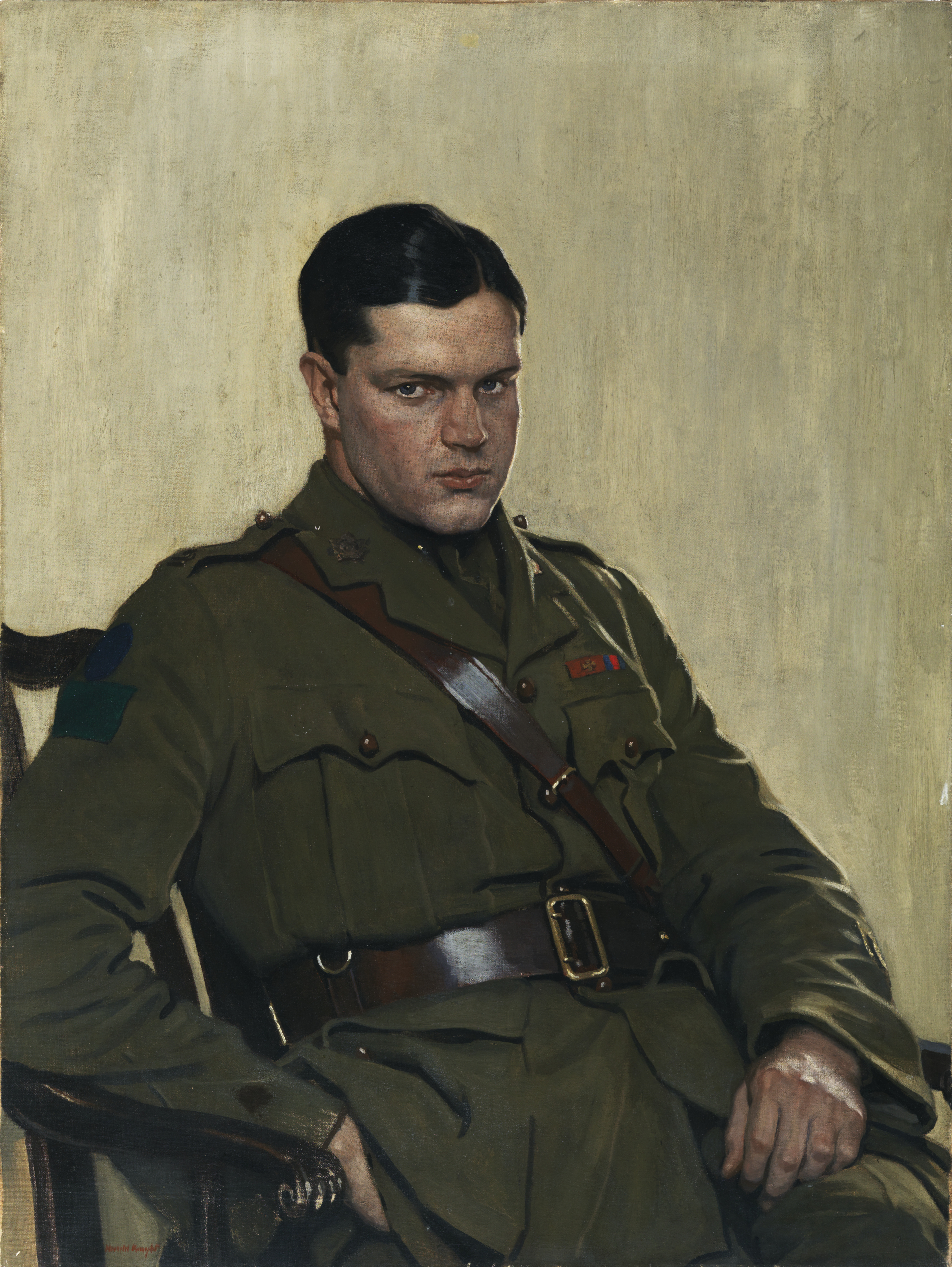
Portrait de Thain Wendell MacDowell, 1918.